# レネ・キャスリー
レネ・キャスリー（1996年9月6日生まれ、ルネ・カセロフスキー名義）は、『Ninja Warrior Germany』や『Let's Dance』シリーズ15に出演し、優勝したことで知られ、「SASUKE」にも出場しファイナリストである。

## 概要
キャスリーはキャスリー・サーカス一家に生まれた。家族がサーカスのツアーに参加していたため、彼はトレーラーパークで育った。彼は幼児の頃からゾウに囲まれて育ったという。
SASUKEではドイツ版Ninja Warrior2連覇の実績を引っ提げ初出場した第37回では、第8回のヨルダン・ヨブチェフ以来となる初出場でのFINAL進出を果たすも、FINALのサーモンラダー15段の11段目で、バーが外れてしまいリタイア。初出場での最優秀成績という快挙を成し遂げた（ゼッケン88）。4年ぶりの出場となった第41回では、1stを43.28秒残しのスピードクリア。3rdはフライングバーをハイペースでクリアするパフォーマンスを決めて会場を湧かせるも、クリフディメンションの2→3本目の飛び移りでリタイア（ゼッケン93）。ワールドカップ2024ではドイツ代表のキャプテンとして出場。1stステージ第1ヒートに登場したがスピードを重視するあまりツインダイヤの突入タイミングを誤り落水。ヒート6位となった（背番号1）。